# Alegat
Alegat, l.mn. alegata – przestarzała nazwa dokumentu będącego załącznikiem, podstawą wystawienia innego dokumentu będącego dowodem w sprawie. 
Termin pierwotnie stosowany w szerokim znaczeniu, obecnie zawężony do archiwalnych dokumentów dotyczących zawierania małżeństw. Do archiwów państwowych alegata przekazywane są przez urzędy stanu cywilnego po 100 latach od ich wytworzenia i udostępniane są jako część zespołu archiwalnego akt stanu cywilnego.
W alegatach są przechowywane odpisy akt urodzenia (chrztu) zaślubionych, a w przypadku wdowieństwa także odpis aktu zgonu poprzedniego małżonka. Dawniej, kiedy z jakiejś przyczyny niemożliwe było dostarczenie do parafii lub okręgu bożniczego odpisu aktu urodzenia, sporządzano akt znania, w którym świadkowie znający osoby wstępujące w związek małżeński, oświadczali o ich roku urodzenia (lub wieku), miejscu urodzenia i stanie cywilnym.  